# Parte de mí (álbum)
Parte de mí es el segundo álbum de estudio de la cantante y compositora argentina Nicki Nicole. Fue lanzado el 28 de octubre de 2021 a través de Dale Play Records y Sony Music Latin. La producción fue llevada a cabo principalmente por los productores Mauro De Tommaso, EVLAY y Bizarrap; quién también aparece como artista invitado en dos canciones. Presenta apariciones especiales de Trueno, Dread Mar-I, Rauw Alejandro y Mon Laferte, Mora, Delaossa, Tiago PZK, Snow Tha Product, y Ptazeta,.

## Publicación y portada
El álbum se publicó el 28 de octubre de 2021, este es el primer debut con Sony Music Latin. La portada de Parte de mí es un diseño basado en un rompecabezas; «Creo que la tapa es una buena representación de los seres humanos, demostrando que todos somos la suma de fragmentos, recortes, partes. Nos gustaba jugar con la idea de un rompecabezas para demostrar que sea en el orden que sea, todos somos el total de varias cositas que nos completan y nos hacen quienes somos», explicó la cantante.

## Recepción

### Crítica
Parte de mí obtuvo mayormente reseñas favorables. Mariano Prunes, de Allmusic mencionó: «[Parte de mí] hace un esfuerzo deliberado para mostrar a Nicole en diferentes escenarios, desde material orientado al baile hasta material más confesional, en una mezcla perfecta de R&B, trap, dub, reggaetón y más, con el flujo general de medio tempo del álbum. Adornado con instancias de rap agresivo y balada vulnerable». Billboard, describió en su evaluación: «Parte de mí no solo muestra la poderosa voz conmovedora de Nicki, sino también su agilidad para navegar entre géneros, como hip hop, reggaetón, baladas e incluso disco-pop». Julyssa Lopez, de Rolling Stone, le otorgó una puntuación de 3.5/5 estrellas. Similarmente, Emilio Zavaley, de Rolling Stone (Argentina), al igual que la clasificación de edición estadounidense de la revista, le otorgó una calificación de 3.5/5 estrellas; y en su evaluación, comentó que «Nicki no se limita solo a qué mercados apunta a conquistar, también busca desarrollarse en sonidos por fuera de lo que había mostrado hasta ahora». Tras una semana de su estreno, Billboard Argentina seleccionó a Parte de mí como el álbum de la semana.
Germán Arrascaeta del periódico argentino La Voz del Interior escribió: «Si bien en un pasado reciente se apuntó que esta artista había perdido inocencia y singularidad al probar un registro reggaetonero, Parte de mí prueba que el resultado de ese desplazamiento estuvo lejos de ser acomodaticio». Alejandro Caballero Serrano, del sitio web español Mondosonoro, le concedió un ocho sobre diez; y opinó: «El disco es una clara representación de Nicki, una artista que no tiene miedo a adentrarse en cualquier género y explorarlo».
| Publicación               | Reconocimiento                                            | Posición | Ref.   |
| ------------------------- | --------------------------------------------------------- | -------- | ------ |
| La Voz del Interior       | Los discos más destacados de 2021                         | 2        | [ 13 ] |
| Los 40                    | Los 40 mejores discos del año                             | 30       | [ 14 ] |
| Rolling Stone             | The 35 Best Spanish-Language and Bilingual Albums of 2021 | 33       | [ 15 ] |
| Rolling Stone (Argentina) | Los 30 mejores discos de 2021                             | 17       | [ 16 ] |
| Mondosonoro               | Los 50 mejores discos internacionales de 2021             | 46       | [ 17 ] |

### Comercial
Luego de su lanzamiento, el álbum debutó en segunda posición en la lista de los Top 10 Album Debuts Global de Spotify, solo detrás de = de Ed Sheeran; y en la posición número nueve en el Top 10 USA Album Debuts, respectivamente.
En España, el álbum ingresó en el puesto número 34 de la lista PROMUSICAE el 3 de noviembre de 2021 y, a la semana siguiente, alcanzó el número 12. En Estados Unidos, el álbum debutó en el puesto número 13 de la lista Billboard Latin Pop Albums el 13 de noviembre del mismo año.

## Promoción

### Sencillos
La cantante publicó «Colocao» el 14 de mayo de 2020 como el primer sencillo del disco, que representó su primera contribución para Sony Music Latin. La canción alcanzó la sexta posición en Argentina Hot 100 y fue su primer ingreso en la lista de España, donde se ubicó en el puesto número cuarenta y ocho.  Además, recibió un disco de oro entregado por la Recording Industry Association of America (RIAA) y México, disco de platino en España y doble platino en Argentina. Su vídeo musical fue filmado por la misma Nicki Nicole con la ayuda de sus hermanos en su casa durante la cuarentena, debido a la Pandemia de COVID-19, en Buenos Aires y fue dirigido por Jessica Praznik a la distancia.
El segundo sencillo del disco, «Mala vida», se lanzó el 5 de septiembre de 2020. Desde el punto de vista comercial, obtuvo una respuesta positiva aunque sólo logró ingresar en las listas de dos países, Argentina y España. El videoclip fue un tributo a El Padrino; en palabras de Nicki: «Mala vida surgió luego de ver la saga del Padrino, nunca la había visto y en tres noches junto con mis productores la vimos completa. De ahí me nació mucha inspiración, de crear algo con estilo mafia, pero con mis ideas. Así surgió ‘Mala vida’ y con un video increíble quedó plasmado de manera perfecta. Siempre quise hacer un video que se base en un tráiler y El Padrino y la cultura italiana fue el disparador y mi inspiración».  «Verte», en el que participan el cantante Dread Mar-I y el productor Bizarrap, se publicó como el tercer sencillo del disco el 10 de diciembre de 2020. La canción muestra una nueva faceta de los tres músicos a través de una fusión entre reggae, pop y rap. Esta alcanzó su máximo pico en Argentina Hot 100 al año siguiente, situándose en décima cuarta posición.
El cuarto sencillo del álbum, «Me has dejado», incluyó al rapero andaluz Delaossa; se lanzó el 6 de julio de 2021. La canción llegó a los cincuenta primeros lugares de los países de origen de ambos artistas. El videoclip fue rodado en Madrid bajo la dirección de Guillermo Centenera en el que retrata una historia de amor entre ambos protagonistas. «Toa la vida» junto a Mora, fue lanzado como el quinto el 31 de agosto del mismo año, con un trabajo audiovisual dirigido por Daniel Eguren y se filmó en un almacén abandonado de Miami. Para destacar el mensaje y la letra de la canción, el clip tiene una estética sobria y minimalista, enfocada en la interacción entre los dos intérpretes. Este, al igual que el anterior sencillo, se ubicó en las mismas listas de Argentina y España. El 30 de septiembre de 2021 se publicó «Parte de mí». La canción no fue un éxito comercial, ya que, no ingresó a ninguna lista. La letra cuenta una historia de su infancia, la pérdida de un ser querido; «'Parte de mi' es una canción muy especial para mí, te diría que es la más especial que grabe hasta el día de hoy. Se la escribí a una persona que ya no está conmigo, y que me marcó muchísimo en mi vida. Esta canción es parte de mi para ustedes y para cada uno que la sienta suya», expreso la intérprete argentina en un comunicado. Y el video oficial fue dirigido por Rodrigo González y Tomás Seivane, con la particularidad fue su videoclip integrado por videos caseros de su infancia.

### Gira
El álbum fue promovido en Parte de mí Tour, la primera gira de proyección internacional de Nicki Nicole. El tour dará inicio en Rosario, lugar de nacimiento de la artista, el 27 y 29 de noviembre en el Teatro Broadway, dado el éxito y el consecuente sold out de la primera fecha, mientras que el 28 del mismo mes estará en el Quality Estadio de Córdoba. Además, el 3 de diciembre se presentará en el Teatro Gran Rex de la Ciudad de Buenos Aires, donde también hizo sold out en cuestión de horas y agregó una nueva jornada para el día siguiente. Durante su viaje promocional por España, la cantante afirmó que realizará una gira por el país en 2022. Hasta el momento, las fechas confirmadas son el 23 de febrero en Barcelona (Sala Barts) y el 24 de febrero en Madrid (El Invernadero).

## Logros y reconocimientos
A continuación se muestra una tabla con algunos premios y nominaciones que obtuvo la era Parte de mí:
| Año  | Trabajo nominado | Premios               | Categoría                                 | Resultado | Ref.   |
| ---- | ---------------- | --------------------- | ----------------------------------------- | --------- | ------ |
| 2020 | «Colocao»        | Premios Quiero        | Mejor video rap/trap/hip hop              | Nominado  | [ 50 ] |
| 2021 | «Colocao»        | Premios Carlos Gardel | Canción del año                           | Nominado  | [ 51 ] |
| 2021 | «Colocao»        | Premios Carlos Gardel | Mejor álbum/canción de música urbana/trap | Nominado  | [ 51 ] |
| 2021 | «Verte»          | Premios Carlos Gardel | Mejor colaboración de música urbana/trap  | Nominado  | [ 51 ] |
| 2021 | «Mala vida»      | Premios Lo Nuestro    | Vídeo del año                             | Nominado  | [ 52 ] |

## Lista de canciones
| Parte de mí |                                             | |                                                    |          |  |
| N.º         | Título                                      | Escritor(es) | Productor(es)                                      | Duración |  |
| 1.          | «Parte de mí»                               | Julio Reyes Facundo Yalve Mauro De Tommaso Nicole Denise Cucco                                                                             | Mauro De Tommaso Julio Reyes EVLAY                 | 2:55     |  |
| 2.          | «Darling»                                   | Yalve Cucco | EVLAY                                              | 2:45     |  |
| 3.          | «Sabe» (con Rauw Alejandro)                 | Eric Perez Rovira Yalve Héctor C. López Jiménez "Caleb Calloway" Jorge Pizarro José M. Collazo De Tommaso Cucco Raul Alejandro Ocasio Ruiz | De Tommaso Caleb Calloway EVLAY                    | 2:57     |  |
| 4.          | «Si vos me lo pedís»                        | Yalve Cucco | EVLAY                                              | 3:21     |  |
| 5.          | «Pensamos» (con Mon Laferte)                | Yalve Cucco Norma Monserrat Bustamante Laferte                                                                                             | De Tommaso EVLAY                                   | 2:53     |  |
| 6.          | «Verte» (con Dread Mar-I y Bizarrap)        | Yalve Cucco Gonzalo Julián Conde Mariano Javier Castro                                                                                     | Bizarrap EVLAY                                     | 2:37     |  |
| 7.          | «LL (Interludio)»                           | Yalve Cucco De Tommaso | De Tommaso EVLAY                                   | 1:30     |  |
| 8.          | «Colocao»                                   | Yalve Cucco Conde | EVLAY Bizarrap                                     | 2:59     |  |
| 9.          | «Toa la vida» (con Mora)                    | Gabriel Mora Quintero Machaelo Angelo Cole Garrido Cucco                                                                                   | Gabriel Mora Quintero Machaelo Angelo Cole Garrido | 3:38     |  |
| 10.         | «Perdido»                                   | Yalve Cucco Santiago Gabriel Ruiz | De Tommaso EVLAY                                   | 3:46     |  |
| 11.         | «Dangerous» (con Trueno y Bizarrap)         | Yalve Conde Mateo Palacios Corazzina De Tommaso Cucco                                                                                      | Bizarrap De Tommaso EVLAY                          | 2:39     |  |
| 12.         | «Baby»                                      | Yalve De Tommaso Cucco Richi Lopez | De Tommaso Richi Lopez EVLAY                       | 2:44     |  |
| 13.         | «Me has dejado» (con Delaossa)              | Daniel Martínez de la Ossa Romero Yalve De Tommaso Cucco                                                                                   | De Tommaso EVLAY Kiddo Manteca                     | 4:02     |  |
| 14.         | «Mala vida»                                 | Yalve De Tommaso Cucco | De Tommaso Yalve                                   | 2:40     |  |
| 15.         | «Tengo to» (con Ptazeta y Snow Tha Product) | Claudia Feliciano Yalve Conde De Tommaso Cucco Zuleima González González                                                                   | EVLAY Bizarrap                                     | 3:02     |  |
| 16.         | «Dame» (con Tiago PZK)                      | Yalve Conde Cucco Tiago Uriel Pacheco Lescano                                                                                              | EVLAY Bizarrap                                     | 3:57     |  |
| 48:32       |                                             | |                                                    |          |  |

## Posicionamiento en listas

### Listas semanales
| Lista (2021)                      | Mejor posición |
| --------------------------------- | -------------- |
| Estados Unidos (Latin Pop Albums) | 13             |
| España (PROMUSICAE)               | 12             |

## Certificaciones
| País           | Organismo certificador | Certificación | Ventas certificadas | Simbolización | Ref.   |
| -------------- | ---------------------- | ------------- | ------------------- | ------------- | ------ |
| Estados Unidos | RIAA                   | Oro           | 30 000              | ●             | [ 54 ] |

## Historial de lanzamientos
| Región | Fecha                 | Formato(s)                 | Discográfica                       | Ref.   |
| ------ | --------------------- | -------------------------- | ---------------------------------- | ------ |
| Mundo  | 28 de octubre de 2021 | Descarga digital streaming | Dale Play Records Sony Music Latin | [ 53 ] |